# Bethersden
Bethersden (engelskt uttal: [ˈbeθərzdən]) är en ort och civil parish i grevskapet Kent i sydöstra England. Orten ligger i distriktet Ashford, cirka 9 kilometer sydväst om Ashford. Tätorten (built-up area) hade 1 004 invånare vid folkräkningen år 2021.